# Addictions: Volume 1
Addictions: Volume 1 es un álbum recopilatorio del cantante británico de rock Robert Palmer, publicado en 1989 por Island Records. Contiene los mayores éxitos del artista desde su álbum Double Fun de 1978 hasta Riptide de 1985. Adicionalmente, incluye el tema «Some Like It Hot» grabado con el supergrupo The Power Station y la canción «Sweet Lies», escrita por Palmer en 1988 para la banda sonora de la comedia romántica del mismo nombre.
El 30 de diciembre de 1989 alcanzó el puesto 79 en la lista estadounidense Billboard 200, permaneciendo diecisiete semanas en total. En 1996 la Recording Industry Association of America (RIAA) lo certificó de disco de platino, luego de vender más de un millón de copias en los Estados Unidos. Por su parte, en el Reino Unido logró la séptima posición en el UK Albums Chart y en 1989 la BPI lo certificó de disco de platino tras superar las trescientas mil unidades vendidas en ese país. Para promocionarlo en el mismo año se lanzó el sencillo «Bad Case of Loving You (Doctor, Doctor)» en su versión remezcla, que situó en el lugar 80 del conteo británico UK Singles Chart.

## Lista de canciones
| N.º | Título                                               | Escritor(es)                     | Duración |  |
| 1.  | «Bad Case of Loving You (Doctor, Doctor)» (remezcla) | Moon Martin                      | 3:15     |  |
| 2.  | «Pride»                                              | Robert Palmer                    | 4:05     |  |
| 3.  | «Addicted to Love» (editada)                         | Palmer                           | 4:21     |  |
| 4.  | «Sweet Lies»                                         | Palmer, Frank Blair, Dony Wynn   | 3:05     |  |
| 5.  | «Woke Up Laughing» (remezcla)                        | Palmer                           | 4:06     |  |
| 6.  | «Looking for Clues» (remezcla)                       | Palmer                           | 4:54     |  |
| 7.  | «Some Guys Have All the Luck»                        | Jeff Fortang                     | 3:06     |  |
| 8.  | «Some Like It Hot»                                   | Palmer, Andy Taylor, John Taylor | 5:05     |  |
| 9.  | «What's It Take?»                                    | Palmer                           | 3:28     |  |
| 10. | «Every Kinda People»                                 | Andy Fraser                      | 3:26     |  |
| 11. | «Johnny and Mary»                                    | Palmer                           | 4:05     |  |
| 12. | «Simply Irresistible»                                | Palmer                           | 4:18     |  |
| 13. | «Style Kills»                                        | Palmer, Gary Numan               | 4:16     |  |